# クラレント (アーサー王伝説)
クラレント（Clarent, Clarente）は、アーサー王伝説に登場する剣。14世紀末頃の中英語の韻文『頭韻詩アーサーの死』に登場する。
クラレントは、アーサー王とモードレッドの戦い（いわゆるカムランの戦い）の場面において、モードレッドの剣として登場する。作中では、アーサー王がウォリングフォード (Wallingford) の武器庫に保管しており、その場所はアーサー王と王妃グィネヴィアだけが知っていたと説明されている。本作ではグィネヴィアはモードレッドと繋がりアーサー王を裏切っている。またこの戦いにおいてアーサー王は致命傷を受けるが、おそらくクラレントが使用されただろうと考えられている。